# Reserva da Biosfera de Río Plátano
A Reserva da Biosfera de Río Plátano é uma reserva nas Honduras, que compreende os departamentos de Olancho e Gracias a Dios. O local reúne numerosas reservas de fauna e flora em risco de extinção (Pinus Caribea, Acoelorrhaphe, o Manguezal, Rhizophora mangle, Laguncularia racemosa, Pachira aquatica, etc.) A reserva ocupa 830 mil hectares. Na sua paisagem montanhosa 2000 indígenas preservaram o seu modo de vida tradicional. 
Em 1982 a Unesco declarou a Reserva da Biosfera de Río Plátano Património Mundial. Em 1996, foi inscrita na lista do Património Mundial em Perigo, e removida da mesma em 2007.

## Ligações Externas
- (em inglês) Unesco - Programa MAB - Reserva da Biosfera de Río Plátano
- (em inglês) Unesco - Reserva da Biosfera de Río Plátano